# 张景耀
张景耀（1919年—1989年），男，直隶（今河北）安新人，中华人民共和国军事人物，中国人民解放军大校，曾任广东省军区司令员。